# Johannes Clauberg
Johannes Clauberg (ur. 24 lutego 1622 roku – zm. 31 stycznia 1665 roku) – niemiecki filozof i teolog, pierwszy rektor uniwersytetu w Duisburgu, przedstawiciel kartezjanizmu. Jest autorem najprawdopodobniej najbardziej znanego sformułowania zasady ekonomii myślenia (znanej też jako Brzytwa Ockhama) brzmiącego: „Nie należy mnożyć bytów ponad potrzebę” (Entia non sunt multiplicanda praeter necessitatem).

## Dzieła
- Disputatio theologica practica de conscientia, Groningen, 1646.
- [prop.], Tobias Andreae [praes.], Tessarakas thesium philosophicarum de logicae ab aliis disciplinis quibuscum vulgo confundi assolet distinctione  (Groningen, 1646), 4 p.
- Elementa philosophiae seu Ontosophia. Scientia prima, de iis quae Deo creaturisque suo modo communiter attribuuntur, distincta partibus quatuor, quarum I. Prolegomena, quibus ostenditur ratio huius scientiae perficiendae; II. Didactica, ipse nim. Ontosophia seu scientia prima et catholica methodo didascalicae inclusa brevissime; III. De usu illius scientiae in caeteris facultatibus ac scientiis omnibus; IV. Diacritica de differentia huius scientiae ab aliis disciplinis et imprimis theologia et logica quibuscum vulgo confundi solet. Pro mensura gratiae divinae impraesentiarum adspiranis elaborata, et ad elicienda Doctorum de his conatibus vel continuandis vel corrigendis iudiciis, iuris publici facta (Groningen, 1647).
- Defensio cartesiana adversus Iacobum Revium ... et Cyriacum Lentulum pars prior exoterica, in qua Renati Cartesii dissertatio de Methodo vindicatur, simul illustria Cartesianae logicae et philosophiae specimina exhibentur (Amsterdam, 1652).
- Logica vetus et nova, quadripartita, modum inveniendae ac tradendae veritatis in Genesi simul et analysi facile methodo exhibens (Editio princeps, Amsterdam, 1654; Editio secunda, Amsterdam, 1658; Editio tertia, Sulzbach, 1685); Specimen logicae Cartesianae seu modus philosophandi ubi ... in quibusdam novae introductionis in philosophiam aulicam veritas paucis expenditur. Studio Pauli Michaelis Rhegenii (Leipzig, 1689).
- Initiatio philosophi, sive dubitatio Cartesiana, ad metaphysicam certitudinem viam aperiens (Leiden, 1655).
- De Cognitione Dei et nostri, quatenus naturali rationis lumine, secundum veram philosophiam, potest comparari, exercitationes centum (Duisburg, 1656).
- Redenkonst, Het menschelyk verstandt in de dingen te beghrijpen, oordelen, en onthouden, stierende Johan Klauberghens. Vertaalt uit het Latyn (Amsterdam, 1657).
- Paraphrasis in R. Descartes Meditationes de prima Philosophia (Duisburg, 1658).
- Ontosophia nova, quae vulgo Metaphysica, Theologiae, Iurisprudentiae et Philologiae, praesertim Germanicae studiosis accomodata. Accessit Logica contracta, et quae ex ea demonstratur Orthographia Germanica (Duisburg, 1660); Metaphysica de ente, quae rectius Ontosophia... Editio tertia (Amsterdam, 1664); Ontosophia, quae vulgo metaphysica vocatur, notis perpetuis in philosophiae et theologiae studiosorum usum illustrata, a Joh. Henrico Suicero. In calce annexa est Claubergii logica contracta (Tiguri, 1694).
- Ars Etymologica Teutonum e Philosophiae fontibus derivata, id est, via Germanicarum vocum et origines et praestantiam detegendi ; cum plurium tum harum Vernunft, Suchen, Außspruch exemplis atque exinde enatis regulis praemonstrata (Duisburg, 1663).
- Physica, quibus rerum corporearum vis et natura... explicantur (Amsterdam, 1664); Dictata physica privata, id est physica contracta seu theses physicae, commentario perpetuo explicatae (Frankfurt, 1681; Leipzig, 1689).
- Chilias thesium ad philosophiam naturalem pertinentium... disputanda in Academia Duisburgensi (Groningen, 1668).
- Differentia inter Cartesianum et alias in Scholis usitatam Philosophiam (Groningen, 1680).
- Opera omnia philosophica, Editio Johannes Theodor Schalbruch, 2 vol. (Amsterdam, 1691).